# Čierna Lehota (Košice)
Čierna Lehota é um município da Eslováquia, situado no distrito de Rožňava, na região de Košice. Tem 31,86 km² de área e sua população em 2018 foi estimada em 640 habitantes.

## Demografia
| Ano:        | 1994 | 2004   | 2014    | 2024    |
| ----------- | ---- | ------ | ------- | ------- |
| Broj ljudi: | 620  | 582    | 662     | 567     |
| Razlika:    |      | -6,12% | +13,74% | -14,35% |

| Ano:               | 2023 | 2024   |
| ------------------ | ---- | ------ |
| Número de pessoas: | 579  | 567    |
| Diferença:         |      | -2,07% |